# サンタクルス郡 (アリゾナ州)
サンタクルス郡（英: Santa Cruz County）は、アメリカ合衆国アリゾナ州南中部に位置する郡である。1899年に設立された。人口は4万7669人（2020年）。郡庁所在地はノガレスである。郡内には多くのぶどう園がある。

## 歴史
サンタクルス郡は1899年3月15日に、ピマ郡の一部が分離して設立された。郡名は17世紀後半にキノ神父が名付けたサンタクルス川に因んで採用された。サンタクルスとはスペイン語で「聖なる十字架」を意味している。キノ神父が有名な伝道所をこの地に建設し、それがタマカコリ国立歴史公園に今でも残っている。

## 地理
アメリカ合衆国国勢調査局に拠れば、郡域全面積は1,238.11平方マイル (3,206.7 km2)であり、このうち陸地は1,237.63平方マイル (3,205.4 km2)、水域は0.47平方マイル (1.2 km2)で水域率は0.04%である。サンタクルス郡はアリゾナ州で一番小さな郡であるが、それでも郡の全国平均622平方マイル (1,610 km2)と比べれば大きい。

### 主要高規格道路
- 州間高速道路19号線
- アリゾナ州道82号線
- アリゾナ州道83号線
- アリゾナ州道287号線

### 隣接する郡と都市
- ピマ郡 - 西、北
- コチセ郡 - 東
- ノガレス (ソノラ州) - 南
- サンタクルス（メキシコ、ソノラ州） - 南
- サリック（メキシコ、ソノラ州） - 南西

### 国立保護地域
- コロナド国立の森（部分）
- ラスシネガス国立保存地域（部分）
- タマカコリ国立歴史公園

## 人口動態

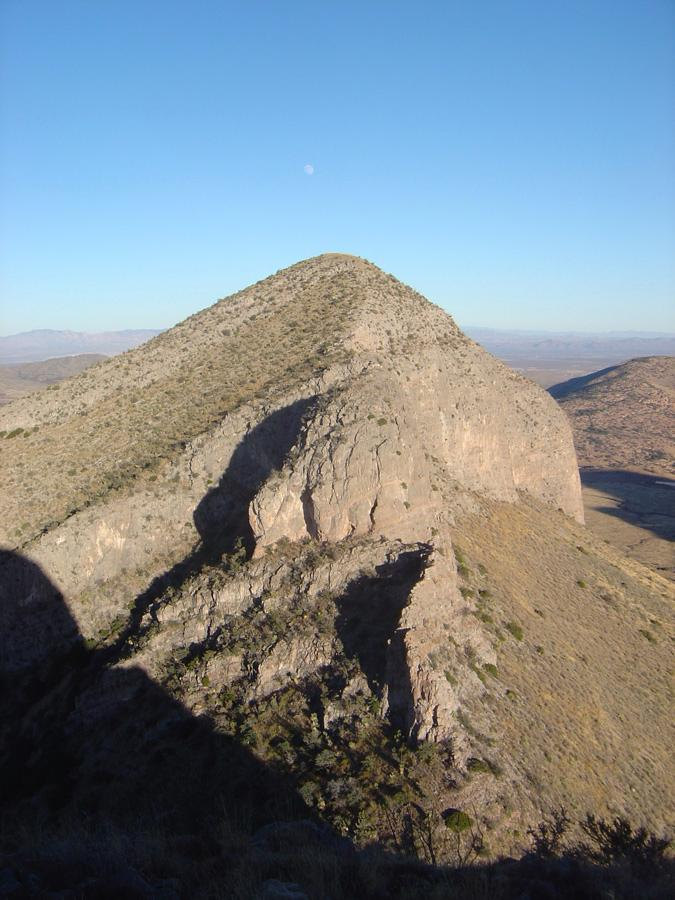
マスタング山脈

以下は2000年国勢調査による人口統計データである。
| 基礎データ - 人口: 38,381人 - 世帯数: 11,809 世帯 - 家族数: 9,506 家族 - 人口密度: 12人/km2（31人/mi2） - 住居数: 13,036 軒 - 住居密度: 4軒/km2（10/mi2） 人種別人口構成 - 白人: 76.00% - アフリカン・アメリカン: 0.38% - ネイティブ・アメリカン: 0.65% - アジア人: 0.52% - 太平洋諸島系: 0.09% - その他の人種: 19.73% - 混血: 2.63% - ヒスパニック・ラテン系: 80.78% - 家庭でスペイン語を話す人口：79.71% - 家庭で英語を話す人口：19.51% 年齢別人口構成 - 18歳未満: 33.6% - 18-24歳: 8.2% - 25-44歳: 26.6% - 45-64歳: 20.8% - 65歳以上: 10.7% - 年齢の中央値: 32歳 - 性比（女性100人あたり男性の人口） - 総人口: 91.7 - 18歳以上: 86.2 | 世帯と家族（対世帯数） - 18歳未満の子供がいる: 45.6% - 結婚・同居している夫婦: 61.3% - 未婚・離婚・死別女性が世帯主: 15.4% - 非家族世帯: 19.5% - 単身世帯: 16.5% - 65歳以上の老人1人暮らし: 7.1% - 平均構成人数 - 世帯: 3.23人 - 家族: 3.66人 収入と家計 - 収入の中央値 - 世帯: 29,710米ドル - 家族: 32,057米ドル - 性別 - 男性: 27,972米ドル - 女性: 21,107米ドル - 人口1人あたり収入: 13,278米ドル - 貧困線以下 - 対人口: 24.5% - 対家族数: 21.4% - 18歳未満: 29.7% - 65歳以上: 23.2% |

## 都市と町

サンタクルス郡の編入済み領域（灰色）と未編入領域

### 都市
- ノガレス

### 町
- パタゴニア

### 国勢調査指定地域
- トゥバク
- アマド
- エルジン
- リオリコ・ノースイースト
- リオリコ・ノースウェスト
- リオリコ・サウスイースト
- リオリコ・サウスウェスト
- ソノイタ
- タマカコリ・カルメン

### その他の町
- アリバカ
- ルビー
- ササビー